# Richard Montgomery
Richard Montgomery (født 2. december 1736, død 31. december 1775) var en irsk–amerikansk soldat, som tjente som generalmajor i den kontinentale armé under den amerikanske uafhængighedskrig.
Han blev født i Swords, County Dublin, Irland og var søn af Thomas Montgomery, et parlamentsmedlem, og Mary Franklin Montgomery.
Montgomery var officer i den britiske hær i Syvårskrigen, og han tjente både i Canada og Caribien. Han blev forfremmet til kaptajn i maj 1762. Da freden blev indgået i 1763, rejste han med sit regiment til New York. To år senere rejste regimentet tilbage til England. Montgomery identificerede sig med whig-partiet i parlamentet, som generelt set tog kolonisternes side i deres krav om mere politisk frihed.
6. april 1772 solgte han sin hærkommission og bestemte sig for at flytte tilbage til New York. Han købte en gård på 270.000 m² ved Kings Bridge i det, som nu er i Bronx i New York City.
Montgomery giftede sig den 24. juli 1773 med Janet Livingston, søster til Robert Livingston, som var en prominent newyorker, som senere var i komitéen, der lavede udkastet til USA's uafhængighedserklæring. Han flyttede så til sin kones gård nær Rhinebeck, som var hans hjem i de få tilbageværende år af hans liv. I 1775 blev han valgt til den provinsielle forsamling i New York, selv om han kun havde boet der i tre år.
Han blev andengrads brigadegeneral i Uafhængighedskrigen og ledede en armé ind i Canada, invasionen af Canada, hvor han erobrede to forter og byen Montreal.
Han blev dræbt i forsøget på at tage byen Québec under en kraftig snestorm den 31. december 1775. Briterne genkendte liget af ham og gav ham en ærefuld begravelse. I 1818 blev hans lig flyttet til New York City og lagt til hvile ved St. Paul's Chapel.

## Arv
Steder opkaldt efter Richard Montgomery inkluderer:
- Montgomery i Alabama
- Montgomery, Minnesota
- Montgomery County i Alabama
- Montgomery County i Illinois
- Montgomery County i Indiana
- Montgomery County i Maryland
- Montgomery County i Ohio
- Montgomery County i Pennsylvania
- Richard Montgomery High School